# Cyathea andicola
Cyathea andicola är en ormbunkeart som beskrevs av Karel Domin. Cyathea andicola ingår i släktet Cyathea och familjen Cyatheaceae. Inga underarter finns listade.